# 90471 Andrewdrake
90471 Andrewdrake è un asteroide della fascia principale. Scoperto nel 2004, presenta un'orbita caratterizzata da un semiasse maggiore pari a 2,3261818 UA e da un'eccentricità di 0,1432940, inclinata di 6,29403° rispetto all'eclittica.